# 제2차 세계 대전 기간 폴란드 영토의 행정 구역
1939년 10월 나치 독일은 동부 국경을 따라 폴란드 영토인 서프로이센(West Prussia), 포즈난(Poznań), 고지대 실레시아(Upper Silesia)와 단치히 자유시를 병합했다. 바르샤바(Warszawa), 크라쿠프(Kraków), 라돔(Radom), 루블린(Lublin)을 포함한 나머지 폴란드 점령지는 민간 총독, 나치당 변호사 한스 프랑크가 이끄는 총독부(독일어: Generalgouvernement)로 수립되었다.
소련 점령지가 되었던 동부 폴란드는 나치 독일이 1941년 6월에 소련을 침공하면서 독일 지배를 받게 된다. 하지만 훗날 1944년부터 1945년 초에 붉은 군대의 공세로 독일군이 베를린까지 후퇴하자 독일 점령기는 막을 내린다.